# Claude Ballon

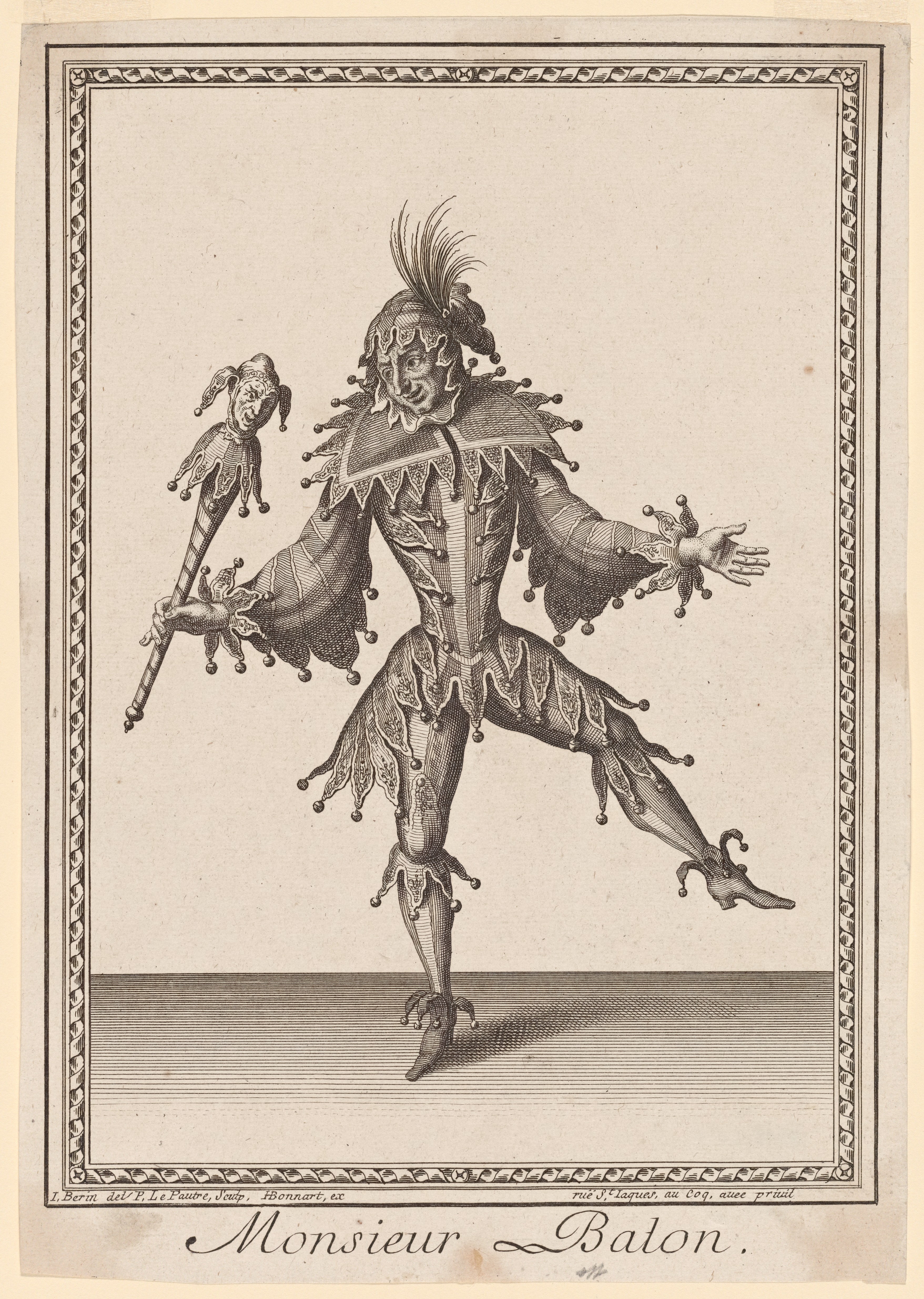
Zeitgenössische Darstellung

Claude Ballon (auch Monsieur Balon, häufig falsch Jean Ballon; * 1671 in Paris; † 1744 in Paris) war ein französischer Tänzer, Ballettmeister und Choreograf.
1688 tanzte er in dem Ballett L’Oronthée das erste Mal vor Ludwig XIV. Seit 1691 war er Mitglied der Pariser Oper. Als Tänzer war er für seine Leichtigkeit und Sprungkraft berühmt. Er trat häufig als Partner der Tänzerin Françoise Prévost auf. Die gelegentlich angeführte Herkunft seines Namens vom Begriff „Ballon“ scheint jedoch nicht wahrscheinlich.